# Мошковский сельсовет (Пензенская область)
Мошко́вский сельсове́т — административно-территориальное образование в Бековском районе Пензенской области, наделённое статусом сельского поселения.

## География
Мошковский сельсовет расположен на востоке Бековского района по правому берегу реки Хопёр и граничит на севере — с Ивановским и Пяшинским сельсоветами Бековского района, на западе — с Сердобским районом Пензенской области, на юге — с Волынщинским сельсоветом Бековского района и Сердобским районом Пензенской области, на западе — с Волынщинским сельсоветом Бековского района. Расстояние до районного центра пгт Беково — 11 км, до областного центра г. Пенза — 137 км, до ближайшей железнодорожной станции пассажирского сообщения Вертуновская Юго-Восточной железной дороги (расположена в селе Сосновка) — 34 км.

## Население
| 2002 | 2007 | 2010 | 2011 | 2012 | 2013 | 2014 |
| ---- | ---- | ---- | ---- | ---- | ---- | ---- |
| 836  | ↘784 | ↘746 | →746 | ↘722 | ↘702 | ↘673 |
| 2015 | 2016 | 2017 | 2018 | 2021 |      |      |
| ↘663 | ↘631 | ↘620 | ↗623 | ↘519 |      |      |

## Населённые пункты
В состав поселения входят следующие населённые пункты:
- село Мошки — административный центр сельсовета;
- село Гранки.

| населённый пункт   | Гранки | Мошки | Итого |
| ------------------ | ------ | ----- | ----- |
| количество жителей | 424    | 322   | 746   |

## Экономика
На территории Мошковского сельсовета действуют 2 крестьянско-фермерских хозяйства и ООО «Гранки», занимающиеся выращиванием зерновых культур, подсолнечника и свёклы.

## Инфраструктура
На территории Мошковского сельсовета расположены: 5 магазинов, сельский клуб, библиотека, спортзал, почтовое отделение (в селе Мошки), основная обрзовательная школа (в селе Мошки), фельдшерско-акушерский пункт (в селе Мошки), филиал Сбербанка России (в селе Мошки).
Населённые пункты сельсовета имеют сетевую газификацию и централизованное водоснабжение.
По территории Мошковского сельсовета проходит автодорога регионального значения «Тамбов — Пенза» — Беково с асфальтовым покрытием, обеспечивающая транспортную связь с населёнными пунктами и районами Пензенской области. К селу Гранки проложена автодорога с асфальтовым покрытием, длиной 2,75 км.

## Администрация
442944, Пензенская область, Бековский район, с. Мошки, ул. Садовая, 24. Тел.: +7 84141 52-121.
Главой администрации Мошковского сельсовета является Гнивковский Игорь Борисович.